# SEGA Magazin
Das SEGA Magazin war ein von 1993 bis 2000 monatlich erscheinendes Computerspielemagazin, das sich ausschließlich Spielen für Konsolen der Firma Sega widmete. Neben der Gamers war es die einzige Zeitschrift dieser Ausrichtung, die sich längerfristig am deutschen Markt etablieren konnte. Langjähriger Chefredakteur war Hans Ippisch.

## Geschichte
Das SEGA Magazin wurde von Computec Media auf den Markt gebracht. Die erste Ausgabe erschien im September 1993. Als die Marktposition von Sega in Deutschland schwächelte, wurden die beiden Mitbewerber SEGA Pro und 1996 auch die Gamers eingestellt, so dass das SEGA Magazin nun zeitweise die einzige deutschsprachige SEGA-Zeitschrift war. Erst mit dem Start der Dreamcast 1999 verlor man diese Monopolstellung. Das Magazin selbst rentierte sich allerdings immer weniger und erschien ab 1998 nur noch im Abonnement zusammen mit der ebenfalls vom Verlag herausgegebenen Zeitschrift Mega Fun und reduziertem Heftumfang. Mit Ausgabe 12/2000 wurde das SEGA Magazin endgültig eingestellt.